# Зыкин, Филипп Трофимович
Филипп Трофимович Зыкин (1915—1961) — старший сержант Рабоче-крестьянской Красной Армии, участник Великой Отечественной войны, Герой Советского Союза (1945).

## Биография
Филипп Трофимович Зыкин родился 4 марта 1915 году на хуторе Камнев (ныне — Клетнянский район Брянской области). Получил начальное образование. В 1937—1939 годах проходил службу в Рабоче-крестьянской Красной Армии. В августе 1941 года Зыкин повторно был призван в армию и направлен на фронт Великой Отечественной войны. К январю 1945 года гвардии старший сержант Филипп Зыкин командовал орудием 282-го гвардейского истребительно-противотанкового артиллерийского полка 3-й гвардейской истребительно-противотанковой артиллерийской бригады 2-й гвардейской танковой армии 1-го Белорусского фронта. Отличился во время освобождения Польши.
25 января 1945 года под вражеским огнём Зыкин переправился через реку Нотец в районе города Чарнкув и принял активное участие в захвате и удержании плацдарма на его западном берегу, а также наведении переправы для частей танкового полка.
Указом Президиума Верховного Совета СССР от 31 мая 1945 года гвардии старший сержант Филипп Зыкин был удостоен высокого звания Героя Советского Союза с вручением ордена Ленина и медали «Золотая Звезда».
После окончания войны Зыкин был демобилизован. Проживал и работал в городе Мглин Брянской области, умер в 1961 году.

## Награды
Был также награждён орденами Красного Знамени, Отечественной войны 2-й степени, Славы 3-й степени, рядом медалей.